# Le piogge di Castamere
Le piogge di Castamere (The Rains of Castamere) è il nono e penultimo episodio della terza stagione della serie televisiva Il Trono di Spade prodotta da HBO e il 29º episodio della serie. È stato scritto dai creatori della serie David Benioff e D. B. Weiss, e diretto da David Nutter. È andato in onda il 2 giugno 2013.
L'episodio è incentrato sul matrimonio di Edmure Tully e Roslin Frey, uno degli eventi più memorabili della saga letteraria, comunemente note come "Le Nozze Rosse" (The Red Wedding), durante le quali Robb Stark e i suoi uomini vengono massacrati. Altre storyline riguardano il gruppo di Bran Stark che deve separarsi, Jon Snow e la sua fedeltà che viene messa alla prova e Daenerys Targaryen che pianifica l'invasione della città di Yunkai. Il titolo dell'episodio si riferisce a una canzone in onore della Casa Lannister, il cui testo presagisce le Nozze Rosse e che viene suonata dai musicisti al matrimonio immediatamente prima che il massacro abbia inizio.
L'episodio ha guadagnato una nomination per Benioff e Weiss come Miglior sceneggiatura per una serie drammatica ai Primetime Emmy Award.
L'episodio costituisce inoltre l'ultima apparizione per Richard Madden (Robb Stark), Oona Chaplin (Talisa Stark) e Michelle Fairley (Catelyn Stark).

## Trama

### Oltre la Barriera
Sam e Gilly continuano la loro marcia verso sud. Sam comunica a Gilly il suo piano di attraversare la barriera usando un passaggio sotterraneo situato al Forte della Notte, un castello abbandonato lungo la Barriera.

### Al Nord
A sud della Barriera, Bran Stark e il suo gruppo si rifugiano in un mulino abbandonato. Nelle vicinanze, Jon Snow e i Bruti si preparano per attaccare un allevatore di cavalli, in modo tale da prendere i suoi cavalli e il suo oro. L'allevatore riesce a scappare ma viene bloccato vicino al mulino. Nel mulino, Bran e Jojen discutono il loro piano di attraversare la Barriera e Meera vede l'allevatore che cavalca lì vicino. Dopo che il vecchio viene catturato dai Bruti, Hodor, spaventato dai tuoni inizia ad urlare, rischiando di far scoprire il loro nascondiglio ai Bruti. Bran usa le sue abilità di metamorfo per entrare nella mente dell'uomo e fargli perdere i sensi.
Lì fuori, Tormund sta per uccidere il vecchio ma Orell gli dice di lasciarlo fare a Jon per mettere alla prova la sua lealtà. Jon alla fine non riesce ad uccidere il vecchio innocente e a farlo è Ygritte con una freccia. Realizzando la mancata lealtà di Jon, Tormund ordina ai suoi uomini di ucciderlo ma Jon li sconfigge. Mentre Ygritte sta per difenderlo, Jon la fa cadere a terra e Tormund la trattiene per evitare che venga uccisa mentre Jon combatte con Orell. Bran entra nella mente di Estate, il suo metalupo, e aiuta Jon. Mentre i lupi trattengono gli altri Bruti, Jon uccide Orell, il cui spirito entra in un'aquila, che attacca Jon, ferendolo al volto. Jon ruba quindi un cavallo e scappa, lasciando Ygritte e dirigendosi verso la Barriera.
Calata la notte, Bran chiede ad Osha di portare Rickon ad Ultimo Focolare, casa della famiglia Umber, e il gruppo si divide poco dopo.

### A Yunkai
Mentre pianificano l'invasione di Yunkai, Daario informa Daenerys e gli altri della presenza di una porta secondaria attraverso la quale potrebbero entrare nella città e aprire la porta principale per il suo esercito. Jorah è sospettoso nei confronti di Daario e del suo piano ma poi acconsente quando Daenerys chiede l'opinione positiva di Verme Grigio. Quando cala la notte, Daario, Jorah e Verme Grigio arrivano alla porta. Daario entra prima degli altri, presentandosi ancora come il luogotenente dei Secondi Figli fedele ai padroni di Yunkai. Dopo essere entrato indisturbato in città, fa segno a Jorah e Verme Grigio di seguirlo. Presto sono raggiunti da un gruppo di soldati schiavi di Yunkai ma, pur essendo in netta inferiorità numerica, riescono a ucciderli e portare a termine la missione. Il gruppo torna da Daenerys e la informa che la città è sua.

### Alle Torri Gemelle
Nell'accampamento, Catelyn dà consiglio a suo figlio Robb riguardo alla sua alleanza con Lord Walder Frey e alla pianificata aggressione a Castel Granito, casa dei Lannister. Gli Stark arrivano quindi alle Torri Gemelle, il castello dei Frey, dove vengono accolti con pane e sale, simbolo di ospitalità e garanzia di sicurezza per gli ospiti che si trovano sotto il tetto di un altro Lord. Robb si scusa con un sarcastico Walder Frey e con le sue figlie; Walder accetta le scuse ma insiste nel voler vedere da vicino Talisa, la donna per cui Robb aveva rotto la sua promessa. Nelle vicinanze, Arya, ancora prigioniera del Mastino, viaggia verso le Torri per riunirsi con la madre e il fratello. Quando si imbattono in un mercante e il suo carrello, il Mastino lo colpisce e sta per ucciderlo ma Arya riesce a dissuaderlo e alla fine gli ruba soltanto il carrello con il cibo.
La sera, Walder accompagna la figlia Roslin all'altare da Edmure, che è piacevolmente sorpreso dalla sua bellezza. I due si sposano e i festeggiamenti hanno inizio. Concluso il banchetto, Walder invoca la tradizionale cerimonia della messa a letto e gli sposi vengono accompagnati nella loro camera. Dopo la loro uscita, Lothar Frey chiude le porte della sala e i musicisti dei Frey cominciano a suonare "Le piogge di Castamere", una canzone che narra della ferocia della famiglia Lannister, facendo insospettire Catelyn. Usando il carrello del cibo rubato come motivo per entrare al banchetto, il Mastino e Arya arrivano al matrimonio. Sono respinti alle porte ma Arya sgattaiola dentro.
Catelyn scopre che Bolton indossa un'armatura sotto la veste, il che conferma i suoi sospetti sull'imminente tradimento. Proprio mentre Walder fa segno ai suoi uomini di attaccare gli Stark, Catelyn prova ad avvertire Robb, ma prima che possa reagire Lothar pugnala ripetutamente Talisa all'addome, uccidendo lei e il bambino che porta in grembo. Robb viene quindi colpito da delle balestre e il massacro dei suoi uomini ha inizio. Arya, essendo sgattaiolata dentro le porte, assiste ai Frey che uccidono i soldati Stark e il metalupo di Robb, Vento Grigio. Viene poi salvata dal Mastino, che le fa perdere i sensi e la porta via dal castello. Catelyn, nonostante sia ferita per un colpo di balestra, prende in ostaggio la moglie di Walder Joyeuse minacciandola con un coltello e chiede che Robb sia lasciato andare. Walder rifiuta e Bolton pugnala Robb al cuore, portandogli il messaggio di Jaime da Harrenhal: "I Lannister ti mandano i loro saluti." Catelyn urla e uccide Joyeuse, prima che il figlio di Walder Frey le tagli la gola.

## Produzione

### Sceneggiatura
"Le piogge di Castamere" è stato scritto dai creatori della serie David Benioff and D. B. Weiss, basandosi sul romanzo di George R. R. Martin Tempesta di spade. L'episodio contiene materiale dei capitoli da 41 a 43 e da 50 a 53 (Bran III, Jon V, Daenerys IV, Catelyn VI, Arya X, Catelyn VII e Arya XI).
L'episodio contiene uno dei più importanti colpi di scena della serie: il tradimento e l'assassinio degli Stark durante un matrimonio che diviene noto come le "Nozze Rosse" (Red Wedding). L'evento culmina con Roose Bolton che riferisce il messaggio di Jaime Lannister dell'episodio "L'orso e la fanciulla bionda", prima di uccidere Robb. Questo tragico colpo di scena aveva avuto un profondo impatto su Benioff e Weiss nella loro prima lettura dei romanzi ed è stata la scena che li ha convinti a cercare di ottenere i diritti per una serie televisiva.

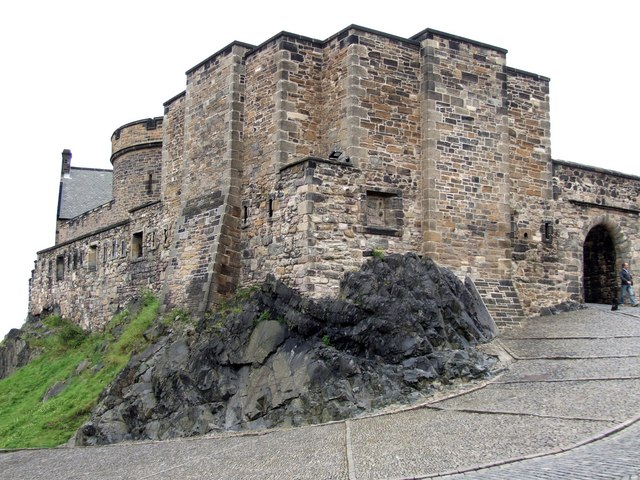
Le Nozze Rosse sono ispirate alla Black Dinner avvenuta nel 1440 al Castello di Edimburgo.

George R. R. Martin ideò le Nozze Rosse durante le primissime fasi della pianificazione della saga, quando stava immaginando una trilogia con le Nozze Rosse come uno degli eventi clou da inserire alla fine del primo dei tre libri. Martin fu ispirato da un paio di eventi della Storia della Scozia. Il primo è un evento storico del 1440 noto come la "Black Dinner" (Cena Nera), quando il Re scozzese invitò i capi del potente Clan Douglas ad una festa nel Castello di Edimburgo. Durante la cena fu servita la testa mozzata di un toro nero, simbolo di morte, mentre un solo tamburo suonava in sottofondo e i Douglas furono uccisi. Il secondo è il Massacro di Glencoe del 1692, quando il Clan MacDonald ospitò il Clan Campbell che dopo la cena uccise nel sonno 38 membri del clan ospitante.
Martin ha dichiarato che le Nozze Rosse sono state la cosa più difficile che abbia mai scritto. L'autore ha spiegato che mentre scrive tenta sempre di mettersi nei panni dei suoi personaggi e sviluppa quindi dei legami con loro, sentendosi legato anche ai personaggi minori uccisi nel massacro. Scrivere di quest'evento era stato così doloroso che aveva saltato il capitolo e continuato a scrivere i successivi e solo quando il libro era finito, si era costretto a tornare indietro a questa temuta scena. Nel 2012, al ComicCon ha detto scherzando che avrebbe visitato una nazione senza televisioni quando l'episodio sarebbe andato in onda.
Martin ha anche dichiarato di aver ucciso Robb perché non voleva che i lettori pensassero che il focus della saga fosse che l'erede di Ned Stark vendicasse la morte del padre, il che sarebbe stato troppo prevedibile. Richard Madden suggerì che anche Talisa, la cui controparte Jeyne Westerling non muore nei libri, morisse così che neanche il figlio di Robb potesse vendicare la sua morte.

### Casting
Will Champion, il batterista e backing vocalist dei Coldplay, fa un cameo come uno dei musicisti che suonano al matrimonio.

## Accoglienza

### Ascolti
"Le piogge di Castamere" è stato visto da 5,22 milioni di telespettatori alla sua prima messa in onda negli Stati Uniti, con un rating del 2,8% nella fascia di riferimento 18-49 anni. La seconda messa in onda ha registrato un ascolto di 1,08 milioni di persone, portando l'ascolto totale della serata a 6,30 milioni. Nel Regno Unito, l'episodio è stato visto da 1,013 milioni di spettatori, risultando il programma più visto della settimana.

### Giudizio della critica
L'episodio è stato acclamato dalla critica come uno dei più belli della serie. Sull'aggregatore di recensioni Rotten Tomatoes, l'episodio ha una percentuale di gradimento del 100%, con un voto medio di 9,93 su 10 basato su 38 recensioni. Come sintesi delle recensioni sul sito si legge "Il più indimenticabile episodio del Trono di Spade fino ad ora, 'Le piogge di Castamere' (o come sarà per sempre noto 'Le Nozze Rosse') confeziona un drammatico colpo di scena tanto squisitamente scioccante quanto alla fine inevitabile." La maggior parte dei commenti sono diretti al massacro alla fine dell'episodio, mentre gli elogi sono stati soprattutto attribuiti alla performance di Michelle Fairley, portando al disappunto di molti critici quando non fu candidata come Migliore Attrice non protagonista ai Premi Emmy 2013. Matt Fowler di IGN ha dato all'episodio un punteggio di 10 su 10, chiamandolo "un evento squisitamente terribile che è riuscito a superare l'imprevista e orribile morte di Ned Stark nella prima stagione". Fowler ha inoltre scritto che a suo parere la rappresentazione delle Nozze Rosse nell'episodio è stata più potente di quella del romanzo.
Scrivendo per The A.V. Club, David Sims e Todd VanDerWerff hanno dato all'episodio un voto "A" (il massimo). Sims (scrivendo per le persone che non hanno letto i libri) ha espresso il suo shock per le morti di diversi personaggi principali scrivendo "Non credo di aver ancora metabolizzato ciò che ho appena guardato". VanDerWerff, che ha recensito l'episodio per le persone che hanno letto i libri ha scritto "Se il lettore non volesse fare i conti con le morti di Catelyn and Robb potrebbe leggere quella parte velocemente e passare oltre o potrebbe farlo più lentamente se vuole metabolizzare la cosa più pienamente. In TV, questo non si può fare." Recensendo per Forbes, Erik Kain ha valutato l'episodio come "uno dei migliori episodi di una serie drammatica HBO" notando che ci fosse un senso di tragedia ancora più profondo sapendo che Robb aveva perso anche il suo bambino non ancora nato. Anche Sean Collins di Rolling Stone ha elogiato l'episodio e commentato sul risvolto inaspettato della serie che aveva fatto finire improvvisamente uno dei suoi conflitti centrali. Sarah Hughes di The Guardian ha sottolineato la decisione di uccidere Talisa, descrivendola come "straziante e insopportabile".
Nella classifica stilata per il suo 65º anniversario, il settimanale statunitense TV Guide ha inserito "Le piogge di Castamere" come il terzo miglior episodio del XXI secolo.

### Accoglienza dei telespettatori
L'episodio è noto anche per il responso intenso ed emotivo da parte dei telespettatori, molti dei quali non sapevano quello che stava per accadere e le cui reazioni sono state filmate da persone che avevano letto i libri. Anche George Martin ha fatto una sua personale analisi delle reazioni descrivendole come simili alle reazioni ottenute dai lettori di Tempesta di spade. Madden ha dichiarato di aver pianto a dirotto sull'aereo subito dopo aver filmato la scena e che lui e Michelle Fairley erano entrambi in lacrime quando hanno guardato l'episodio.

### Premi enomination
| Anno | Premio                              | Categoria                                                                   | Candidati                                                | Risultato |
| ---- | ----------------------------------- | --------------------------------------------------------------------------- | -------------------------------------------------------- | --------- |
| 2013 | Primetime Emmy Awards               | Miglior sceneggiatura per una serie TV drammatica                           | David Benioff e D.B. Weiss                               | Candidati |
| 2013 | Primetime Creative Arts Emmy Awards | Miglior montaggio video per una serie drammatica single-camera              | Oral Ottey                                               | Candidato |
| 2013 | Gold Derby TV Awards 2013           | Miglior episodio drammatico                                                 |                                                          | Vincitore |
| 2013 | IGN Awards                          | Miglior episodio TV                                                         |                                                          | Candidato |
| 2013 | IGN People's Choice Awards          | Miglior episodio TV                                                         |                                                          | Candidato |
| 2014 | American Cinema Editors             | Miglior montaggio per episodio da un'ora per la televisione non commerciale | Oral Norrie Ottey                                        | Candidato |
| 2014 | Cinema Audio Society Awards         | Miglior Sound Mixing - Serie Televisive – 1 Ora                             | Ronan Hill, Onnalee Blank, Mathew Waters, and Brett Voss | Vincitori |
| 2014 | Directors Guild of America Award    | Miglior regia per serie drammatiche                                         | David Nutter                                             | Candidato |
| 2014 | Golden Reel Awards                  | Miglior montaggio sonoro per i dialoghi e ADR in Televisione                | Jed Dodge                                                | Vincitore |
| 2014 | Golden Reel Awards                  | Miglior montaggio sonoro per la musica                                      | David Klotz                                              | Vincitore |
| 2014 | Golden Reel Awards                  | Miglior montaggio sonoro negli effetti sonori                               | Tim Kimmel                                               | Candidato |
| 2014 | Hugo Awards                         | Miglior rappresentazione drammatica, forma breve                            | David Benioff, David Nutter e D. B. Weiss                | Vincitori |